# Championnat des Amériques masculin de basket-ball 2015
Navigation
Venezuela 2013 Argentine/Colombie/Uruguay 2017
Le Championnat des Amériques de basket-ball 2015 se déroule du 31 août 2015 au 12 septembre 2015 à Mexico. Ce championnat qualifie deux équipes pour le tournoi olympique 2016 de Rio de Janeiro les trois suivants se qualifiant pour le tournoi de qualification préolympique disputé en 2016.

## Tour final
|  | Tour final   | Tour final   |           |    | 1er place    | 1er place    |
|  | Tour final   | Tour final   |           |    | 1er place    | 1er place    |
|  |              |              |           |    |              |              |
|  | 11 septembre | 11 septembre |           |    | 12 septembre | 12 septembre |
|  | 11 septembre | 11 septembre |           |    | 12 septembre | 12 septembre |
|  | Argentine    | 78           |           |    | 12 septembre | 12 septembre |
|  | Argentine    | 78           |           |    | 12 septembre | 12 septembre |
|  | Mexique      | 70           |           |    | 12 septembre | 12 septembre |
|  | Mexique      | 70           | Venezuela | 76 |              |              |
|  | 11 septembre |              | Venezuela | 76 |              |              |
|  |              | Argentine    | 71        |    |              |              |
|  | Venezuela    | Argentine    | 71        | 79 |              |              |
|  | Venezuela    |              |           | 79 |              |              |
|  | Canada       | 78           |           |    |              |              |
|  | Canada       | 78           | 3e place  |    |              |              |
|  |              |              |           |    |              |              |
|  | 12 septembre |              |           |    |              |              |
|  |              |              |           |    |              |              |
|  | Canada       | 87           |           |    |              |              |
|  | Canada       | 87           |           |    |              |              |
|  | Mexique      | 86           |           |    |              |              |
|  | Mexique      | 86           |           |    |              |              |

## Classement final
Les deux premières équipes sont qualifiées pour le tournoi olympique 2016 de Rio de Janeiro. Les trois équipes suivantes sont qualifiées pour un  tournoi de qualification préolympique disputé en 2016. Le Brésil étant qualifié en tant qu'organisateur.
| Place              | Équipe                 | Bilan |
| ------------------ | ---------------------- | ----- |
| Médaille d'or      | Venezuela              |       |
| Médaille d'argent  | Argentine              |       |
| Médaille de bronze | Canada                 |       |
| 4                  | Mexique                |       |
| 5                  | Porto Rico             | 4–4   |
| 6                  | République dominicaine | 2-6   |
| 7                  | Panama                 | 2–6   |
| 8                  | Uruguay                | 2–6   |
| 9                  | Brésil                 | 1-3   |
| 10                 | Cuba                   | 0–4   |